# Ковалёв, Михаил Андреевич
Михаи́л Андре́евич Ковалёв (груз. მიხეილ ანდრეის ძე კოვალიოვი, 1879, Тифлис — не ранее 1921) — грузинский политик, член Учредительного собрания Грузии (1919—1921).

## Биография
Член Российской социал-демократической рабочей партии, примыкал к меньшевикам.
В 1917 году избран в Учредительное собрание России от фракции «меньшевиков» РСДРП. В 1917 году — член Исполнительного комитета Совета рабочих и солдатских депутатов в Тифлисе. До 1919 года был ревизором Грузинской железнодорожной материальной службы.
12 марта 1919 года избран членом Учредительного собрания Грузии по списку Социал-демократической партии Грузии; был членом автомобильных и технических комиссий.
В 1921 году, после советизации Грузии, остался в стране. Дальнейшая судьба не известна.